# 徐敬成
徐敬成（540年—575年），安陸人，南北朝南梁、南陳官員。
徐敬成是太尉、湘東忠肅郡公徐度的兒子，他年少聰明機警，喜歡讀書，擅長對答，結交文義之士，以鑒別人材能力知名。徐敬成從著作郎起家。永定元年（557年），他帶領部下跟隨周文育、侯安都出征王琳，在沌口打敗仗，被王琳拘禁。次年（558年），三人回歸陳國，他除授太子舍人，遷太子洗馬；父親徐度擔任吳郡太守，任命徐敬成監郡。天嘉二年（561年），轉任太子中舍人，拜為湘東郡公世子，到天嘉四年（563年），徐度從湘州入朝，精銳的士兵交給徐敬成，隨著章昭達攻打陳寶應，晉安平定後獲授貞威將軍、豫章太守。光大元年（567年），華皎謀反，朝廷任命他為假節、都督巴州諸軍事、雲旗將軍、巴州刺史，不久詔令他擔任水軍，隨同吳明徹征討華皎，華皎被平後回到巴州。太建二年（570年）父親逝世辭職，很快起用為持節、都督南豫州諸軍事、壯武將軍、南豫州刺史，兩年後（572年）襲爵湘東郡公，授太子右衛率。
太建五年（573年），朝廷讓徐敬成任職貞威將軍、吳興太守，同年跟隨都督吳明徹北伐，出秦郡，派遣他為都督，乘金翅從歐陽引埭沿泝江由到廣陵，北齊人都守城不敢出戰。他自繁梁湖下淮，圍攻淮陰城，仍然監督北兗州。淮河、泗水 (河流)的義兵相繼響應，一兩天聚集數萬士兵，攻克淮陰、山陽及鹽城三郡及連口、朐山兩個戍守。之後徐敬成進攻鬱州成功，以功加通直散騎常侍、雲旗將軍，增食邑五百戶，又進號壯武將軍，鎮守朐山，不久因在於軍中收赋税，殺害新近归附的人被免官。很快朝廷再次起用徐敬成為持節、都督安元潼三州諸軍事、安州刺史，依然擔任將軍，鎮守宿預。太建七年（575年）他去世，虛歲三十六，贈散騎常侍，諡思，兒子徐敞嗣爵。

## 引用
1. 1 2  《陳書·卷十二·列傳第六》：徐度字孝節，安陸人也。……子敬成嗣。敬成幼聰慧，好讀書，少機警，善占對，結交文義之士，以識鑒知名。起家著作郎。永定元年，領度所部士卒，隨周文育、侯安都征王琳，於沌口敗績，為琳所縶。二年，隨文育、安都得歸，除太子舍人，遷洗馬。度為吳郡太守，以敬成監郡。
2. 1 2  《南史·卷六十七·列傳五十七》：敬成幼聰慧，好讀書。起家著作佐郎。永定元年，領度所部士卒，隨周文育、侯安都征王琳，於沌口敗績，為琳所縶。二年，隨文育、安都得歸。父度為吳郡太守，以敬成監郡。
3. ↑  《陳書·卷十二·列傳第六》：天嘉二年，遷太子中舍人，拜湘東郡公世子。四年，度自湘州還朝，士馬精銳，敬成盡領其眾。隨章昭達征陳寶應，晉安平，除貞威將軍、豫章太守。光大元年，華皎謀反，以敬成為假節、都督巴州諸軍事、雲旗將軍、巴州刺史。尋詔為水軍，隨吳明徹征華皎，皎平還州。太建二年，以父憂去職。尋起為持節、都督南豫州諸軍事、壯武將軍、南豫州刺史。四年，襲爵湘東郡公，授太子右衛率。
4. ↑  《南史·卷六十七·列傳五十七》：光大元年，為巴州刺史。尋為水軍，隨吳明徹平華皎。二年，以父憂去職。尋起為南豫州刺史，襲爵湘東郡公。
5. ↑  《陳書·卷十二·列傳第六》：五年，除貞威將軍、吳興太守。其年隨都督吳明徹北討，出秦郡，別遣敬成為都督，乘金翅自歐陽引埭上泝江由廣陵。齊人皆城守，弗敢出。自繁梁湖下淮，圍淮陰城。仍監北兗州。淮、泗義兵相率響應，一二日間，眾至數萬，遂克淮陰、山陽、鹽城三郡，并連口、朐山二戍。仍進攻鬱州，克之。以功加通直散騎常侍、雲旗將軍，增邑五百戶。又進號壯武將軍，鎮朐山。坐於軍中輒科訂，并誅新附，免官。尋復為持節、都督安元潼三州諸軍事、安州刺史，將軍如故，鎮宿預。七年卒，時年三十六。贈散騎常侍，諡曰思。子敞嗣。
6. ↑  《南史·卷六十七·列傳五十七》：太建五年，除吳興太守。隨都督吳明徹北討，出秦郡，別遣敬成為都督，乘金翅自歐陽引埭泝江，由廣陵，齊人皆城守，弗敢出。自繁梁湖下淮，克淮陰、山陽、鹽城三郡，仍進克鬱洲。進號壯武將軍，鎮朐山。坐於軍中輒科訂，並誅新附者，免官。尋除安州刺史，鎮宿預。卒，諡曰思。子敞嗣。